# Nidaliopsis alta
Nidaliopsis alta is een zachte koraalsoort uit de familie Nidaliidae. De koraalsoort komt uit het geslacht Nidaliopsis. Nidaliopsis alta werd in 1955 voor het eerst wetenschappelijk beschreven door Tixier-Durivault. 